# 무예청
무예청(武藝廳)은 임진왜란 당시 선조의 호위를 맡은 훈련사령부의 사단이다. 5대궁을 수호하고 왕을 엄호하는 일을 맡은 숙련된 무술가들로 구성된 조직이었다. 관청에 소속된 장교들은 특별히 무예별감(無爲目警目) 또는 간단히 무감(無監)이라 불렀다. 무관(無官)이라고도 불렸다.

## 요약
무예청의 설립 과정은 조선 순조의 저서 『순제고』에 자세히 나와 있다. 임진왜란이 끝난 뒤 국왕을 전담 보호하기 위해 무예처라는 전문기관이 설치됐다. 무예처는 훈련도감에서 뛰어난 무술 실력을 갖춘 우수 인사를 선발해 왕의 경호원으로 활동했다. 1894년 갑오개혁과 을미사변 이후 군무개혁의 일환으로 무예청이 해체되어 대한제국군으로 창설되었다.

## 같이 보기
- 조선군
- 조선
- 한국 무술
- 십팔기
- 무예도보통지
- 을미사변